# Issa Soumaré
Issa Soumaré (Podor, 10 oktober 2000) is een Senegalees voetballer die sinds 2021 uitkomt voor Beerschot VA.

## Carrière
Soumaré maakte in 2019 de overstap van AS Génération Foot naar de Franse tweedeklasser US Orléans. In zijn eerste seizoen degradeerde hij met de club naar de Championnat National. Daar was hij in het seizoen 2020/21 goed voor acht doelpunten.
In augustus 2021 ondertekende hij een contract voor vier seizoenen bij de Belgische eersteklasser Beerschot VA.
2 Dagba ·
3 Matthys ·
4 Plat ·
5 Mbe Soh ·
6 Fayed ·
7 Reyners ·
8 Henderson ·
9 Kosiah ·
10 Verlinden ·
11 Krüger ·
13 Doucouré ·
16 Al-Ghamdi ·
17 Al-Sahafi ·
18 Sanusi  ·
19 Thiam ·
21 Vargas ·
25 Colassin ·
26 Tshimanga ·
27 Keita ·
28 Weymans ·
30 Huiberts ·
32 Wright-Phillips ·
33 Shinton ·
42 Martha ·
47 Cagro ·
51 De Stobbeleir ·
55 Nzouango ·
66 Tolis ·
71 Matijaš ·
Coach: Kuijt